# Volta Ciclística do Grande ABCD de 2013
A Volta Ciclística do Grande ABCD de 2013 (oficialmente chamada de Volta Ciclística Internacional do Grande ABCD – Viação Cometa em função do patrocínio da Viação Cometa) foi a 16ª edição da Volta Ciclística do Grande ABCD, realizada no dia 1º de setembro de 2013. A competição foi um evento de classe 3 no Calendário Brasileiro de Ciclismo. A largada da prova ocorreu no distrito de Paranapiacaba e percorreu 75,5 quilômetros até Diadema, passando pelos sete municípios que compõem a região do Grande ABCD. Em Diadema, o pelotão ainda percorreu 15 voltas em um circuito de 2,5 quilômetros, totalizando 113 quilômetros de competição.
No masculino, Pedro Nicácio conseguiu escapar do pelotão ainda no trecho de estrada e abriu uma vantagem suficiente para vencer isolado. Já no feminino, a prova foi decidida no sprint, no qual Luciene Ferreira foi a mais rápida e garantiu sua 4ª vitória do evento.

## Equipes
Na categoria elite masculino, a competição reuniu mais de 30 equipes, incluindo 5 das 8 primeiras do Ranking Brasileiro à época, em um total de 193 atletas. Entretanto, alguns atletas competiram avulsos ou representando suas equipes sozinhos. Vinte e duas equipes participaram na competição com 3 ou mais atletas:
| FW Engenharia - Amazonas Bike - Prefeitura de Madalena São Francisco Saúde - Ribeirão Preto Funvic Brasilinvest - São José dos Campos São Lucas Saúde - Giant - Americana Suzano - DSW Automotive Velo - Seme Rio Claro ADF Liniers - São Paulo UCI Iracemápolis - Centro de Excelência ECT - Taubaté - Tarumã - JL - Cotet Associação de Ciclismo de Limeira Associação Desportiva da Polícia Militar - Guararema | Associação Piracicabana de Ciclismo Associação Radical Sports Club - Boituva Bike Nexss - Ibiúna DKS Bike Liga Santista de Ciclismo Perestroika Route Bike Team Seme Santa Bárbara do Oeste Sesla - Indaiatuba - MZ2 Eventos Smel - Mogi das Cruzes Team Graal Cycling |

## Resultados

### Masculino
Logo no começo da prova, 6 ciclistas se desgarraram do pelotão e estabeleceram uma fuga: Verinaldo Vandeira (Suzano - DSW Automotive), Josimar do Sacramento (Route Bike Team), Pedro Nicácio e Antônio Nascimento (Funvic Brasilinvest - São José dos Campos), Weslen Oliveira (Velo - Seme Rio Claro) e Elton Pedro (UCI Iracemápolis - Centro de Excelência). O grupo abriu uma boa vantagem em relação ao pelotão e, ainda no trecho de estrada, antes do circuito em Diadema, Pedro Nicácio atacou seus companheiros de fuga e passou a liderar a prova sozinho. O grupo perseguidor logo foi reduzido a 4 ciclistas quando Elton Pedro sobrou da fuga, e o ciclista da UCI Iracemápolis foi depois reintegrado ao pelotão principal.
Nicácio chegou ao circuito em Diadema com uma grande vantagem, chegando a estar mais de uma volta à frente do pelotão quando este também iniciou as 15 voltas no circuito final de 2.500 metros. O ciclista da Funvic conseguiu administrar sua vantagem e conquistou a vitória da prova isolado. Os demais ciclistas da fuga conseguiram se manter à frente do pelotão e garantiram as demais colocações, com Verinaldo Vandeira terminando com a 2ª colocação, 1 minuto e 6 segundos após Nicácio, e Josimar do Sacramento com o 3ª colocação, 1 minuto e 19 segundos após o vencedor. O pelotão principal, composto por 47 ciclistas, completou a prova 2 minutos e 4 segundos após Nicácio, liderados na chegada pelo bicampeão da prova Francisco Chamorro (vencedor da Volta do ABCD em 2006 e 2008), que foi o mais rápido no sprint pela 6ª colocação. 59 ciclistas completaram a prova.
|    | Ciclista                | Equipe                                    | Tempo      |
| -- | ----------------------- | ----------------------------------------- | ---------- |
| 1  | Pedro Nicácio           | Funvic Brasilinvest - São José dos Campos | 2h 33' 10" |
| 2  | Verinaldo Vandeira      | Suzano - DSW Automotive                   | + 1' 06"   |
| 3  | Josimar do Sacramento   | Route Bike Team                           | + 1' 19"   |
| 4  | Antônio Nascimento      | Funvic Brasilinvest - São José dos Campos | + 1' 24"   |
| 5  | Weslen Oliveira         | Velo - Seme Rio Claro                     | + 1' 28"   |
| 6  | Francisco Chamorro      | Funvic Brasilinvest - São José dos Campos | + 2' 04"   |
| 7  | Michel Fernández García | São Francisco Saúde - Ribeirão Preto      | + 2' 04"   |
| 8  | Alex Arseno             | Funvic Brasilinvest - São José dos Campos | + 2' 04"   |
| 9  | Fabiele Mota            | FW Engenharia - Prefeitura de Madalena    | + 2' 04"   |
| 10 | Ricardo Andrey Ortiz    | Route Bike Team                           | + 2' 04"   |

### Feminino
A prova da elite feminina foi realizada em 13 voltas no circuito em Diadema, sem trecho de estrada, totalizando 32,5 quilômetros de percurso. A prova foi bastante disputada, com diversos ataques durante todo o percurso, mas nenhum teve sucesso e a decisão foi para o sprint, no qual a então campeã brasileira de estrada Luciene Ferreira (Funvic Brasilinvest - São José dos Campos) foi a mais rápida, conquistando sua 4ª vitória da competição (ela já havia vencido em 2005, 2009 e 2012). Sua companheira de equipe Valquíria Pardial ficou com a 2ª colocação à frente de Caroline Borges (Lidra - Americana - Egide Seguros), em 3º lugar. 24 ciclistas completaram a prova.
|    | Ciclista                | Equipe                                    | Tempo   |
| -- | ----------------------- | ----------------------------------------- | ------- |
| 1  | Luciene Ferreira        | Funvic Brasilinvest - São José dos Campos | 56' 18" |
| 2  | Valquíria Pardial       | Funvic Brasilinvest - São José dos Campos | m.t.    |
| 3  | Caroline Borges         | Lidra - Americana - Egide Seguros         | m.t.    |
| 4  | Camila Coelho           | Funvic Brasilinvest - São José dos Campos | m.t.    |
| 5  | Giovana Cruz Corsi      | Velo Seme - Giant - Rio Claro             | m.t.    |
| 6  | Maira Nogueira Murakami | Velo Seme - Giant - Rio Claro             | m.t.    |
| 7  | Daniela Lionço          | Liga de Ciclismo do Oeste do Paraná       | m.t.    |
| 8  | Danilas Ferreira        | Velo Seme - Giant - Rio Claro             | m.t.    |
| 9  | Cristiane Pereira       | Lidra - Americana - Egide Seguros         | m.t.    |
| 10 | Andrea Marques          | Associação Piracicabana de Ciclismo       | m.t.    |

## Ligações Externas
- Regulamento da 16ª Volta Ciclística Internacional do Grande ABCD 2013
- Resultado Masculino Elite
- Resultados de todas as categorias